# Jagdschloss Gunzenhausen

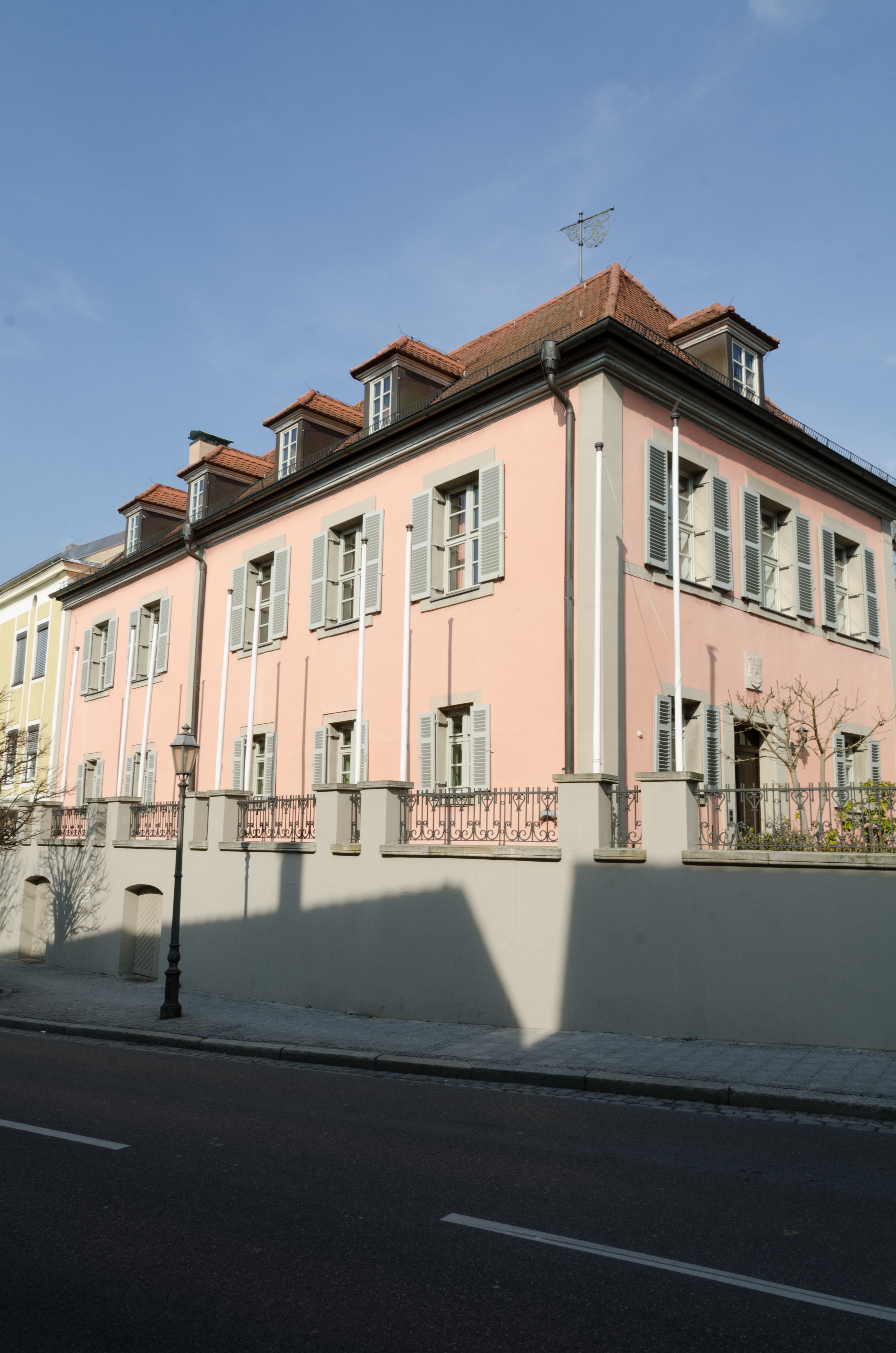
Das Jagdschloss Gunzenhausen

Das Jagdschloss Gunzenhausen ist ein Schlossbau in Gunzenhausen, einer Stadt im mittelfränkischen Landkreis Weißenburg-Gunzenhausen. Das Gebäude ist unter der Denkmalnummer D-5-77-136-29 als Baudenkmal in die Bayerische Denkmalliste eingetragen. Die postalische Adresse lautet Dr.-Martin-Luther-Platz 4.
Der Schlossbau befindet sich am Rande der Altstadt unweit des Blasturms auf einer Höhe von 420 m ü. NHN. Der zweigeschossige Walmdachbau besitzt Ecklisenen und eine Putzgliederung und wurde 1749 von Karl Wilhelm Friedrich von Brandenburg-Ansbach erbaut. 1810 ersteigerte die Ressource-Gesellschaft (spätere Casinogesellschaft) das Gebäude. Seit 1974 im städtischen Besitz, erfolgte von 1982 bis 1984 ein Umbau zu einem Haus des Gastes mit modernem eingeschossigem Erweiterungsbau. Aus der Erbauungszeit stammt der Schlosspark mit seinem alten Baumbestand.